# 우즈단 샤헤르카니
우즈단 알리 세라즈 압둘라힘 샤헤르카니(1996년 2월 1일 ~ , 아랍어: وجدان علي سراج الدين شهرخاني)는 사우디아라비아의 유도 선수이다. 2012년 런던 하계 올림픽에 참가했으며 사우디아라비아 역사상 최초로 올림픽에 참가한 2명의 여자 선수 가운데 한 사람이기도 하다.

## 경력
메카 출신인 샤헤르카니는 유도 심판으로 근무했던 아버지의 영향을 받아 유도를 시작했다. 그의 첫 국제 대회는 2012년 런던 하계 올림픽이었다. 샤헤르카니는 2012년 런던 하계 올림픽에 참가한 사우디아라비아의 여자 선수 2명 가운데 한 사람인데 여자 유도 +78kg급에 참가했다. 그와 함께 대회에 참가한 사우디아라비아의 여자 선수는 미국 페퍼다인 대학교를 졸업한 육상 선수인 세라 아타르였다.
샤헤르카니는 대륙별·국제 랭킹을 충족하지 못했음에도 불구하고 국제 올림픽 위원회(IOC)의 특별 초청을 통해 출전권을 받았다. 국제 랭킹을 기준으로 각 체급별 상위 14명의 여자 선수가 자동으로 본선에 진출했고 아시아에서는 모든 체급에서 8명의 여자 선수가 대륙별 랭킹을 기준으로 본선에 진출했다. 그 외에 IOC, 국가 올림픽 위원회 연합(ANOC), 국제 유도 연맹(IJF)의 특별 초청을 통해 총 20명의 추가 출전권이 주어졌다. 샤헤르카니는 검은 띠보다 2단계 낮은 파란색 띠만을 가지고 있었다.
사우디아라비아 내에서는 올림픽에서 국가를 대표하는 여자 선수라는 개념에 반대하는 의견이 있었다. 궁극적으로 사우디아라비아 정부는 스포츠와 여성 권리 운동가들로부터 여성을 포함시키지 않으면 가능한 제재에 직면할 것이라는 국제적인 압력에 굴복했다. 자크 로게 IOC 위원장은 샤헤르카니와 아타르가 사우디아라비아 올림픽 선수단 명단에 포함된 것에 대하여 "국제 올림픽 위원회는 사우디아라비아 올림픽 위원회와 매우 긴밀하게 협력해 왔으며 우리의 지속적인 대화가 결실을 맺게 되어 기쁘다."고 전했다.
사우디아라비아 올림픽 위원회는 샤헤르카니의 참가를 장려하지 않기로 결정했다. 또한 그가 2012년 하계 올림픽에 참가하기 위해 런던에 있는 동안에는 "정숙하게 옷을 입고 남성 보호자와 동행하며 남자와 어울리지 말아야 한다."고 요구했다. 사우디아라비아 올림픽 위원회는 그의 경기복이 이슬람교의 샤리아 율법을 준수해야 한다고 강조했다. 그러나 국제 유도 연맹이 2012년 7월 27일에 "여자 선수가 히잡을 쓰고 유도 경기에 나설 경우 상대 선수의 조르기 기술 등이 들어가는 상황에서 위험에 처할 수 있기 때문에 샤헤르카니의 히잡 착용을 허용할 수 없다."고 결정을 내리면서 샤헤르카니의 대회 참가 여부가 불투명해졌다.
샤헤르카니는 2012년 7월 30일에 대회 도중에 히잡 착용이 허용되지 않으면 대회에서 기권할 것이라고 밝혔다. 그의 아버지(부분적으로 그가 영어를 모르기 때문에 그를 대변하는 경우가 많았음)는 자신의 딸이 경기에 출전하기를 원했다고 밝히고 사우디아라비아의 여성들을 위한 새로운 역사를 만들고 싶지만 히잡 없이는 참가하지 않을 것이라고 밝혔다. 다음 날 IOC는 사우디아라비아 올림픽 위원회와 국제 유도 연맹 간의 의견 중재를 통해 그가 착용할 수 있는 히잡 규정에 합의했다고 발표했다. 합의된 디자인은 목과 턱 밑을 휘감는 일반적인 두건이 아닌 꼭 맞는 모자 스타일의 덮개였다.
샤헤르카니의 첫 경기는 2012년 8월 3일에 열린 32강전으로 올림픽 대회 7일차 경기였다. 하얀색 옷을 입고 경기에 나선 그는 불과 1분 22초 만에 푸에르토리코의 멜리사 모히카에게 패배했는데 이는 일본의 스기모토 미카가 브라질의 마리아 수엘렝 알테망을 꺾은 48초 동안 지속된 자신의 체급에서 가장 짧은 경기보다 오래 지속되었다. 샤헤르카니는 이 경기에서 심판진으로부터 페널티를 받지 않았다.
샤헤르카니는 경기가 끝난 이후에 언론과의 인터뷰에서 아랍어로 "저는 올림픽에 출전하게 되어 기쁩니다. 아쉽게도 메달은 따지 못했지만 앞으로 우리는 그렇게 할 것이고 저는 여성들의 참여를 위한 스타가 될 것입니다."라고 밝혔다. 또한 큰 대회에서 싸우는 것에 익숙하지 않았고 히잡에 대한 논란 때문에 대회에 집중하는 것이 어려웠다고 말했다. 그럼에도 불구하고 자신이 참가한 것이 행복하고 앞으로 계속해서 유도를 연습할 계획이라고 명확하게 밝혔다. 비록 그가 출전한 경기는 사우디아라비아의 어느 텔레비전 채널에서도 생중계되지 않았지만 아랍 세계의 다른 국가 및 지역에서 방송되는 여러 위성 네트워크를 통해 사우디아라비아 내에서 시청할 수 있었다.